# Emmanuel von Mensdorff-Pouilly

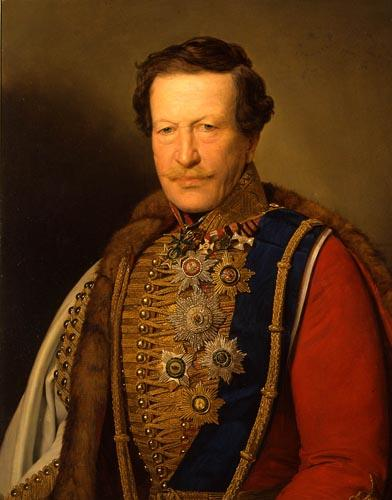
Emmanuel von Mensdorff-Pouilly

Emmanuel, conde de Mensdorff-Pouilly (24 de janeiro de 1777 - 28 de junho de 1852) foi um oficial do exército imperial e real do Sacro Império Romano-Germânico e vice-governador de Mogúncia.

## Biografia
A família Mensdorff-Pouilly tinha origens no baronato de Pouilly em Stenay, no rio Meuse em Lorena. Albert-Louis, barão de Pouilly et de Chaffour, conte de Roussy (1731-1795) e a sua esposa Marie Antoinette (1746-1800) emigraram com os seus filhos durante a Revolução Francesa. Os seus filhos, Albert (1775-1799) e Emmanuel (baptizado em Nancy no dia 24 de janeiro de 1777), adoptaram o apelido Mensdorff de uma comunidade no condado de Roussy no Luxemburgo.
Os irmãos começaram a prestar serviço militar contra a França revolucionária de Napoleão e Alberto foi morto em batalha. Durante a Guerra da Quinta Coligação foi condecorado com a Ordem Militar de Maria Teresa. Em 1810, recebeu o comando do regimento Galiciano dos ulanos "Erzhergog Carl" Número 3. Quando prestava serviço como comandante de uma brigada da cavaleira na Boémia, Mensdorff-Pouilly tornou-se comandante da fortaleza de Mogúncia. Entre 1829 e 1834, Mensdorff-Pouilly também prestou serviço como vice-governador de Mogúncia. Depois de prestar novamente serviço na Boémia, em 1840, Emmanuel tornou-se vice-presidente do Hofkriegsrat. Em 1848, reformou-se do exército na posição de feldmarschallleutnant. Durante a Revolução de 1848, Emmanuel foi enviado na categoria de comissário para Praga onde tentou em vão transmitir ao príncipe de Windisch-Grätz a necessidade de evitar um banho de sangue.

## Casamento e descendência
Emmanuel von Mensdorff-Pouilly casou-se com a princesa Sofia de Saxe-Coburgo-Saalfeld, filha do duque Francisco de Saxe-Coburgo-Saalfeld, a 22 de fevereiro de 1804 em Coburgo. Através deste casamento, tornou-se cunhado do rei Leopoldo I da Bélgica e tio da rainha Vitória do Reino Unido e do príncipe Alberto de Saxe-Coburgo-Gota.
Juntos tiveram seis filhos:
1. Hugo Ferdinand von Mensdorff-Pouilly (24 de agosto de 1806 - 21 de outubro de 1847), morreu solteiro e sem descendência.
2. Alphons von Mensdorff-Pouilly (25 de janeiro de 1810 - 10 de dezembro de 1894), casado primeiro com a condessa Therese von Dietrichstein-Proskau-Leslie; com descendência. Casado depois com a condessa Maria Thersia von Lamberg; com descendência.
3. Alfred Carl von Mensdorff-Pouilly (23 de janeiro de 1812 - 27 de abril de 1814), morreu aos dois anos de idade.
4. Alexander von Mensdorff-Pouilly (4 de agosto de 1813 - 14 de fevereiro de 1871), ministro dos negócios estrangeiros da Áustria; casado Alexandrina von Dietrichstein; com descendência.
5. Leopold Emanuel von Mensdorff-Pouilly (18 de março de 1815 - 5 de maio de 1821), morreu aos seis anos de idade.
6. Arthur August von Mensdorff-Pouilly (19 de junho de 1817 - 23 de abril de 1904), casado primeiro com Magdalene Kremzow; sem descendência. Casado depois com Bianca Albertina von Wickenburg; sem descendência.

Emmanuel recebeu o título de conde de Mensdorff-Pouilly em Viena a 29 de novembro de 1818. Em 1838, comprou o Schloss Preitenstein na Boémia que foi a propriedade oficial da família Mensdorff-Pouilly até 1945.